# کالنا، هند
امبیکا کالنا یا به اختصار، کالنا (به انگلیسی: Kalna) یک شهر تاریخی در هند است که در Bardhaman district واقع شده‌است. کالنا ۶٫۹ کیلومتر مربع مساحت و ۵۶٬۷۲۲ نفر جمعیت دارد و ۱۱ متر بالاتر از سطح دریا واقع شده‌است.

## نگارخانه

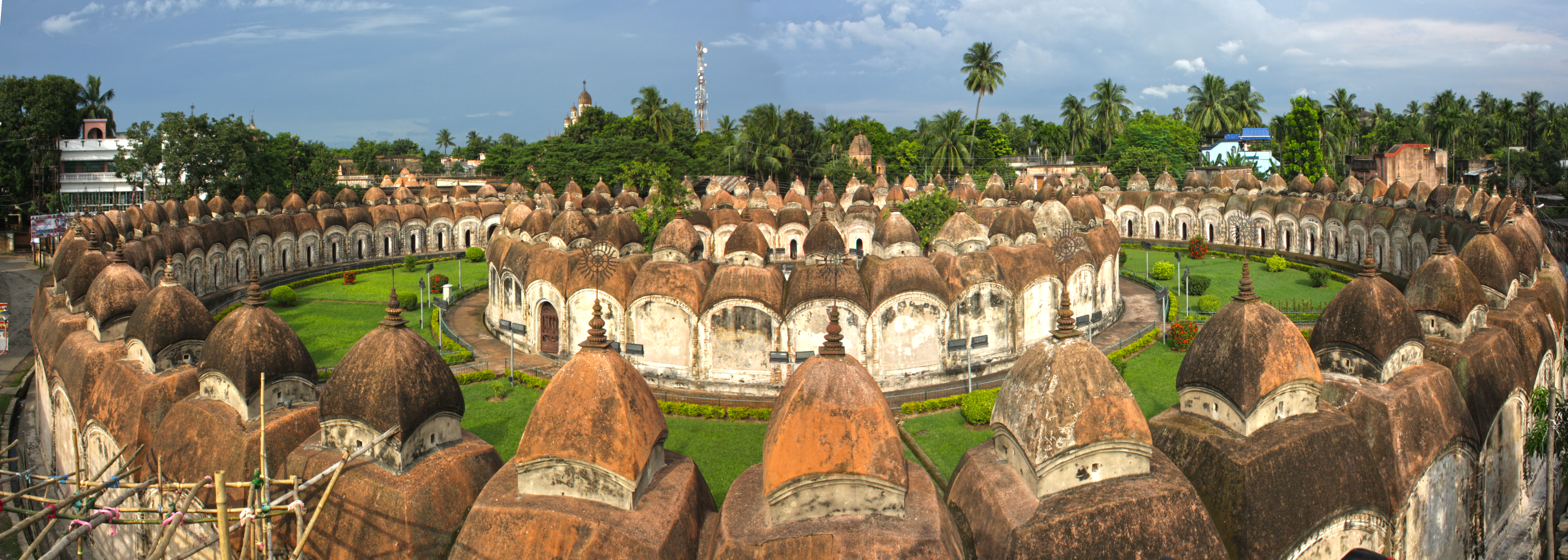
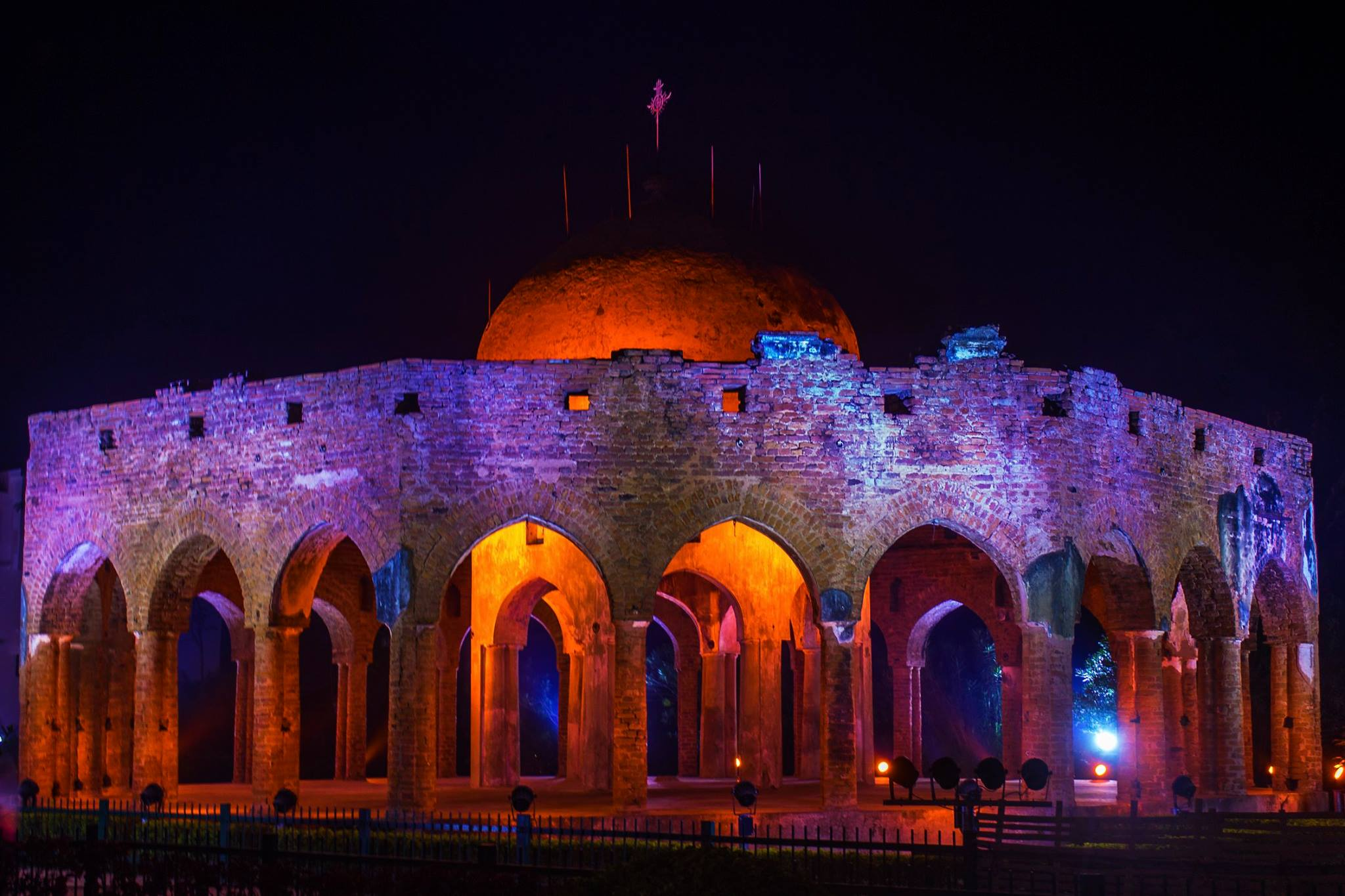
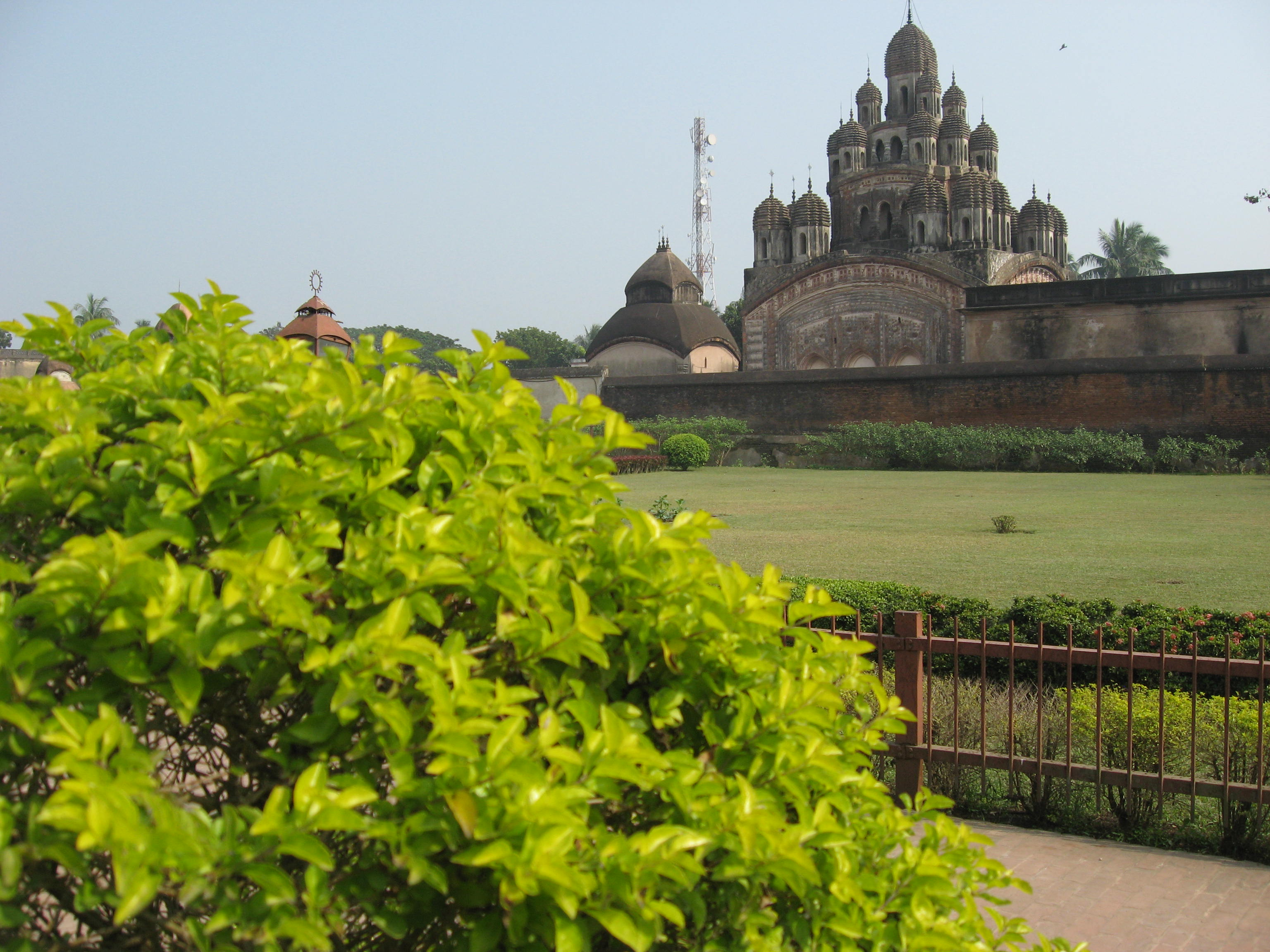
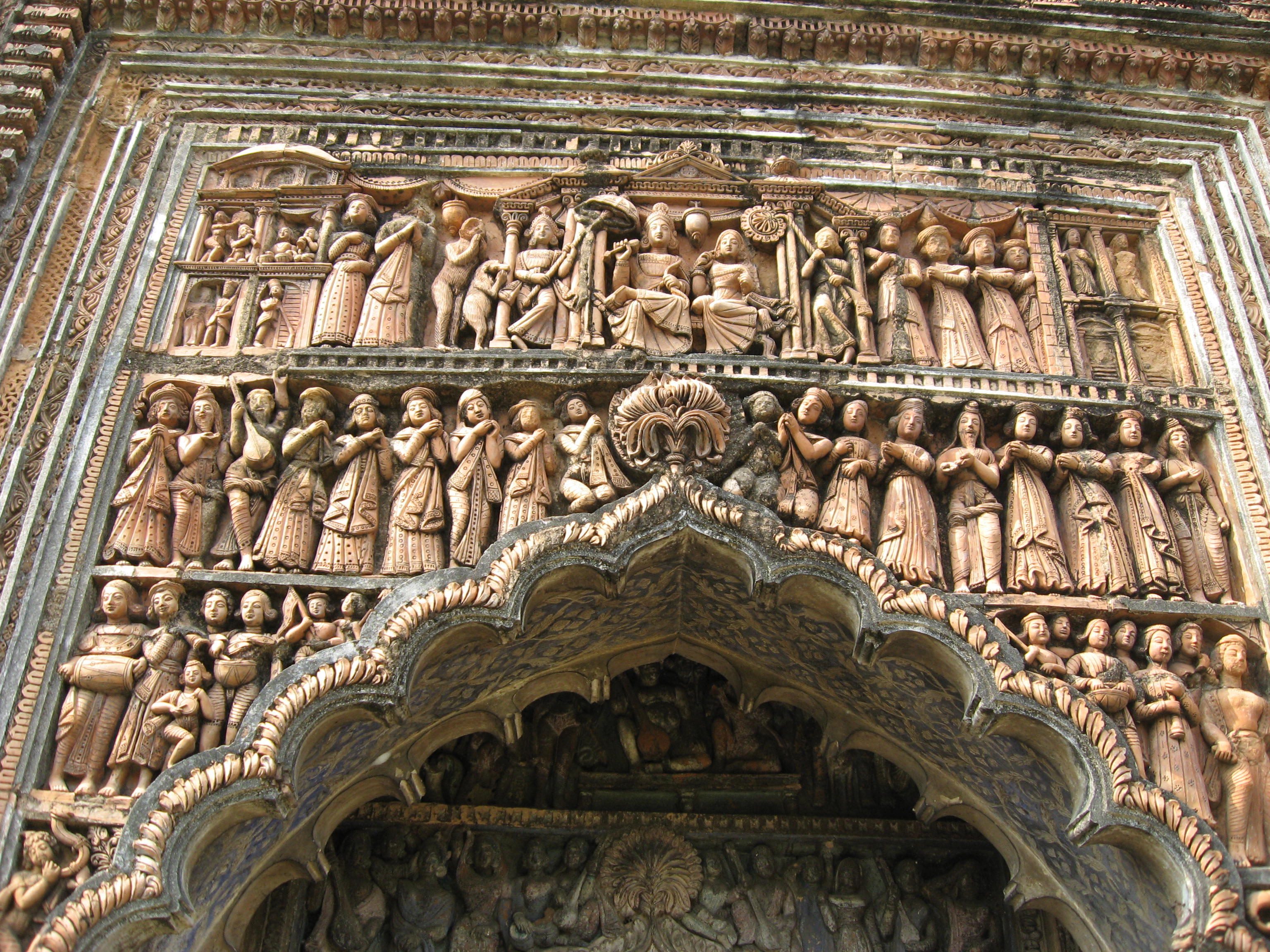
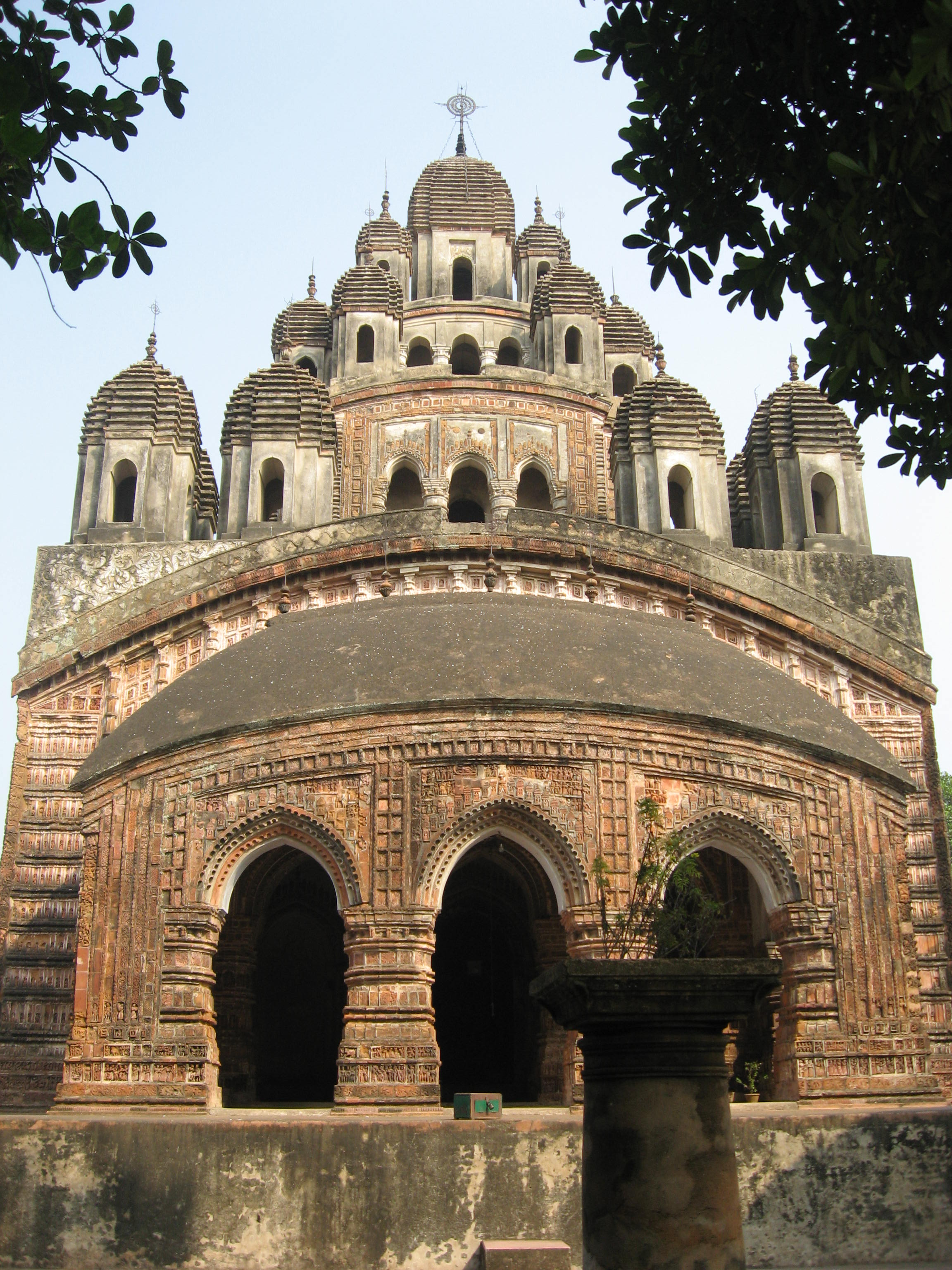
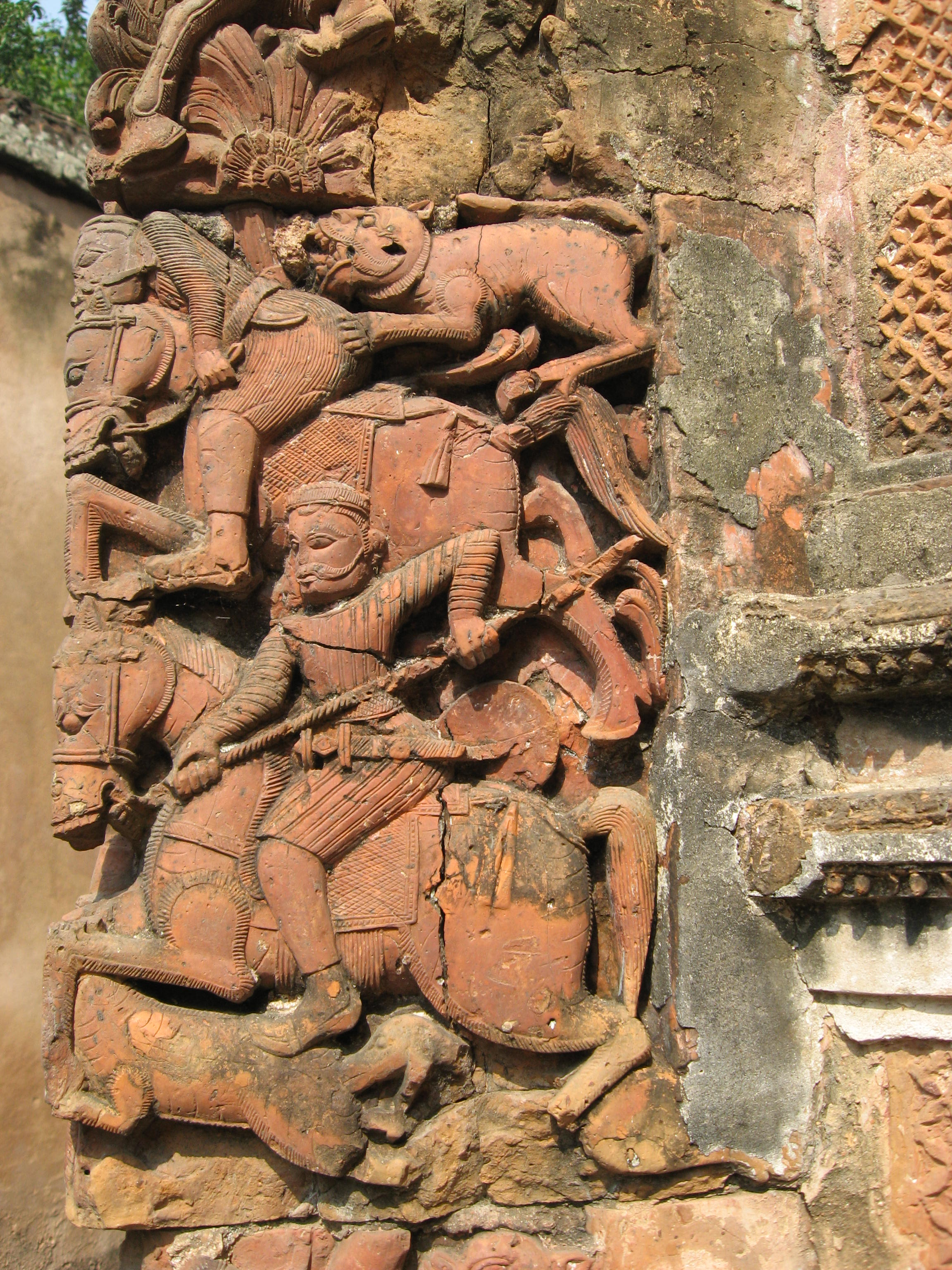
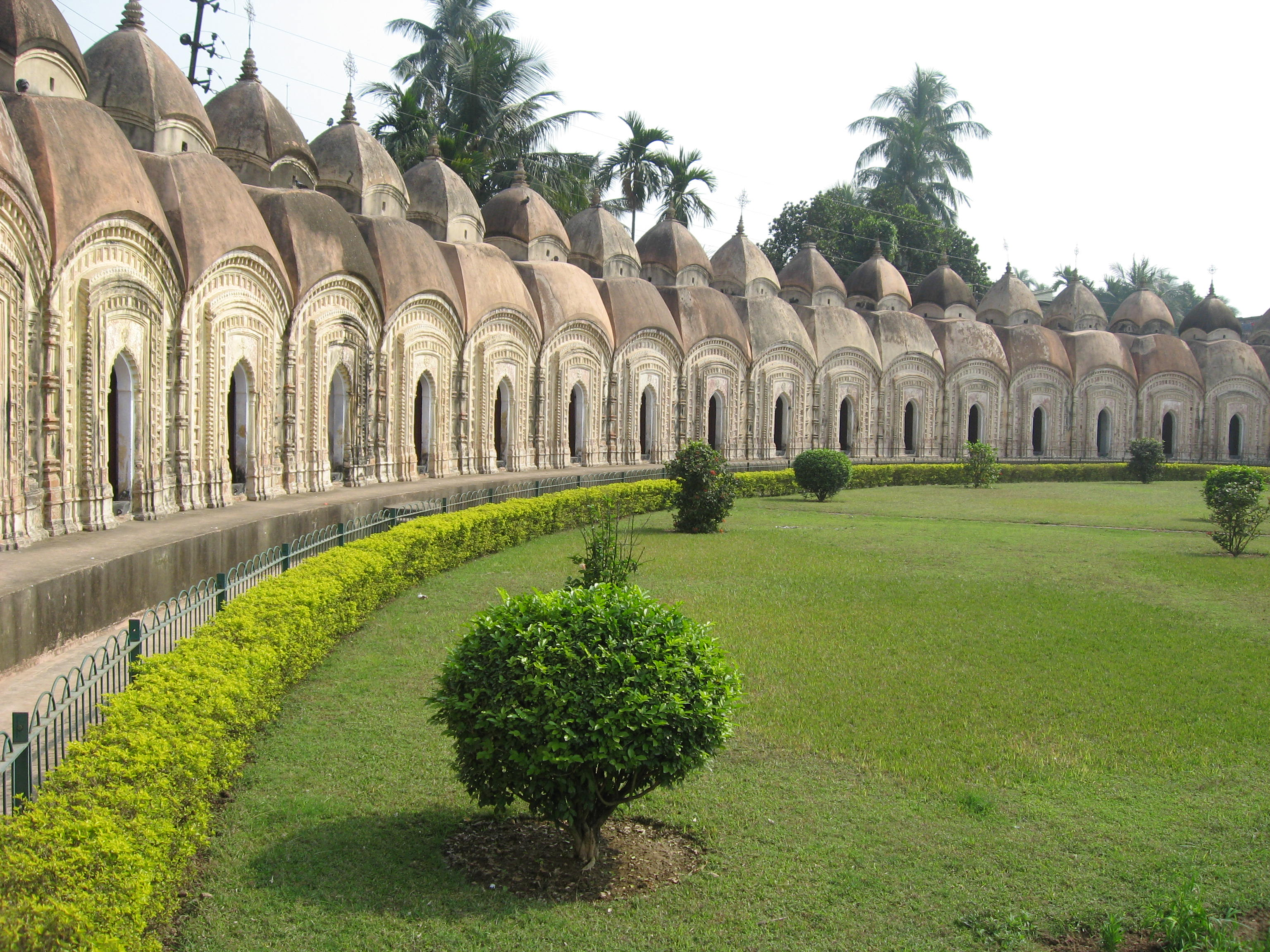
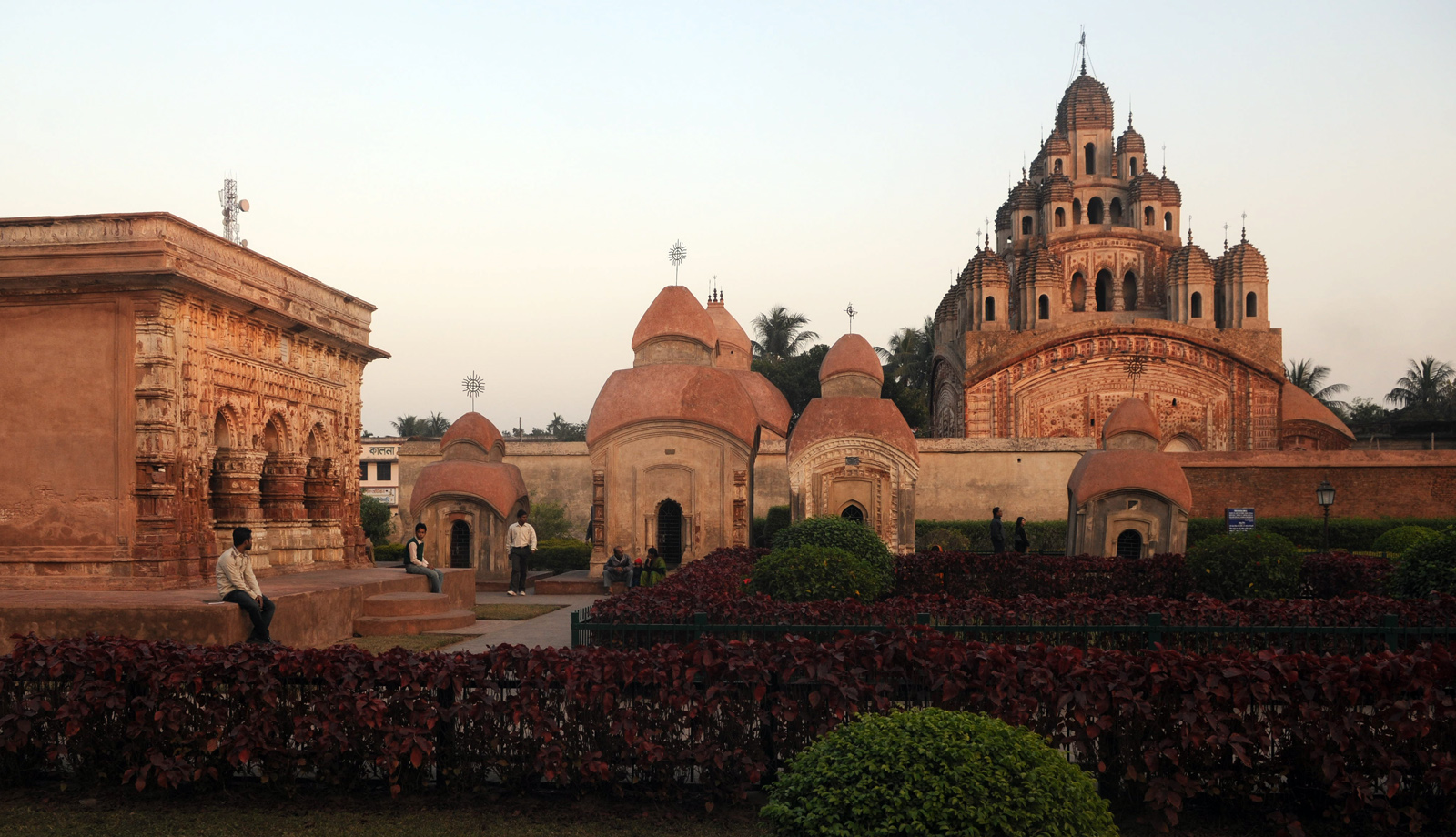
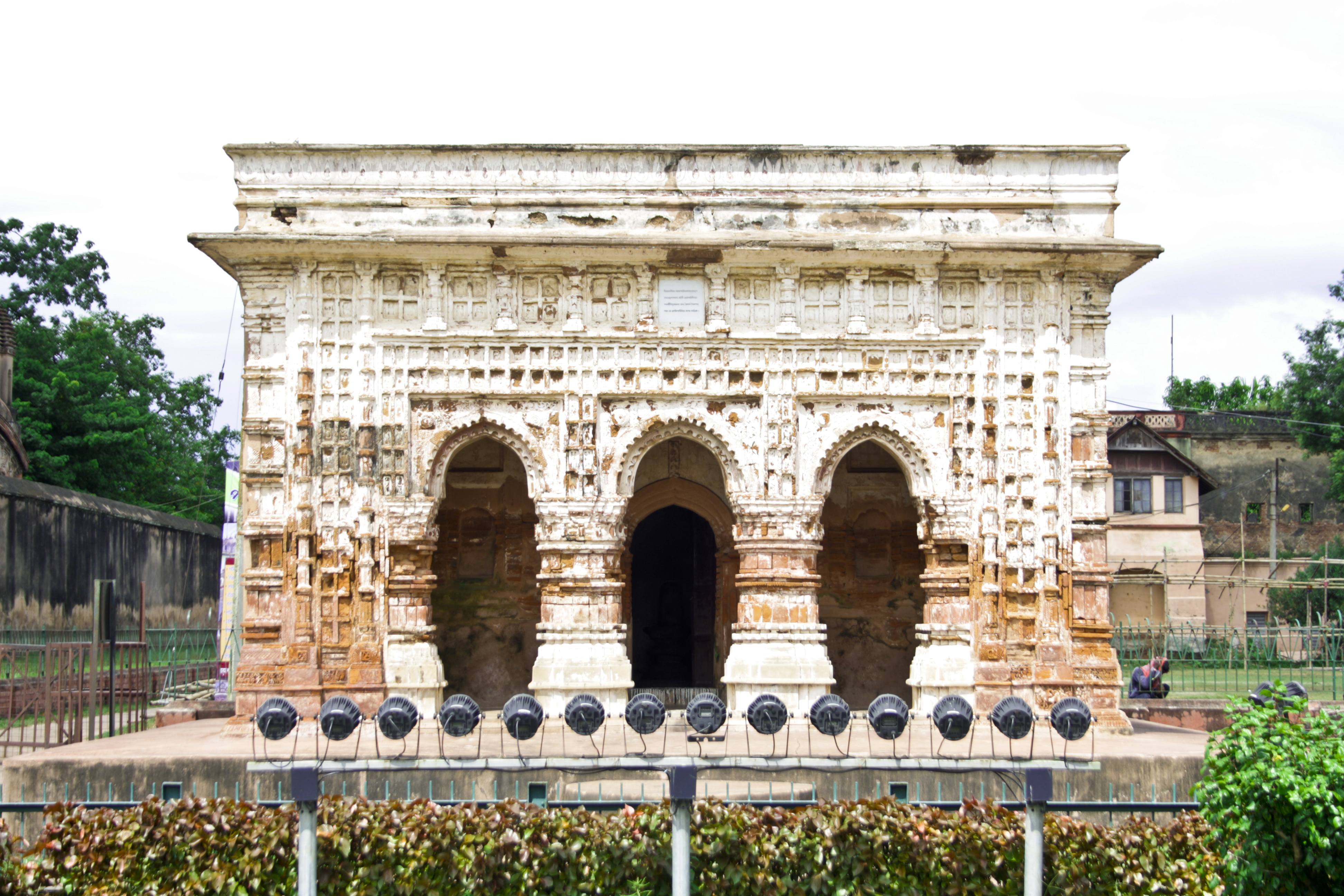